# فهد جاسم بوشرار
فهد جاسم أحمد بوشرار (مواليد البحرين) هو لاعب كرة قدم بحريني يجيد اللعب في مركز الجناح الأيسر. يلعب حاليا لصالح الحالة الذي ينافس في الدوري البحريني الممتاز.